# Algimantas Nasvytis
Algimantas Nasvytis (ur. 8 kwietnia 1928 w Kownie, zm. 27 lipca 2018 w Wilnie) – litewski architekt, działacz społeczny i polityk, minister budownictwa i urbanistyki w latach 1990–1992.

## Życiorys
W 1952 ukończył studia w Instytucie Sztuki LSRR w Wilnie. Po ukończeniu studiów rozpoczął pracę jako architekt. Od 1952 do 1956 pełnił funkcję kierownika artystycznego w pawilonie litewskim na Wszechzwiązkowej Wystawie Rolniczej w Moskwie. W latach 1955–1959 pracował w państwowej pracowni naukowo-restauratorsko-wytwórczej, następnie w biurze projektowym Wileńskiego Miejskiego Komitetu Wykonawczego, a od 1961 do 1990 w Instytucie Projektowym Budownictwa Miejskiego (od 1962 na stanowisku naczelnego architekta). Od 1978 wykładał w Wileńskim Instytucie Inżynierii Budownictwa, przekształconym w 1990 w Wileński Uniwersytet Techniczny, w 1993 otrzymał tytuł profesora.
W 1988 był jednym z założycieli Sąjūdisu, wchodził w skład Sejmu tej organizacji. W 1990 wszedł w skład rządu Kazimiry Prunskienė jako minister budownictwa i urbanistyki. Zachował stanowisko do 1992, po czym wycofał się z działalności politycznej.
Od 1993 był kierownikiem projektów w pracowni architektonicznej. W latach 1993–1996 stał na czele Litewskiego Związku Architektów.

## Ważniejsze prace
Był autorem licznych projektów architektonicznych, z których większość zrealizowana została w Wilnie. Do najważniejszych należą (wszystkie wspólnie z bratem Vytautasem Nasvytisem):
- kawiarnia i hotel "Neringa" w Wilnie (1959–1960)
- budynek Rady Najwyższej (obecnie Sejm Republiki Litewskiej, 1981)
- hotel "Lietuva" (1983)

Opracował również projekty rekonstrukcji Litewskiej Poczty Głównej (1969) oraz Litewskiego Narodowego Teatru Dramatycznego (1981). Był także współautorem projektu Białego Mostu nad Wilią (1995) oraz niezrealizowanego projektu Stadionu Narodowego w Wilnie (1988–2007), pełnił funkcję naczelnego scenografa w czasie kolejnych edycji ogólnokrajowego święta pieśni (1965–1985).

## Życie prywatne
Był bratem Vytautasa Nasvytisa, także architekta, z którym wielokrotnie współpracował oraz Undinė Nasvytytė, aktorki i spikerki radiowej.

## Nagrody i odznaczenia
- Nagroda Państwowa LSRR (1965, 1971)
- Krzyż Oficerski Orderu Wielkiego Księcia Giedymina (1998)
- Medal Niepodległości Litwy (2000)
- Państwowa Nagroda Artystyczna Republiki Litewskiej (2003)
- Honorowe obywatelstwo Wilna[1]